# Martin Hasselmann
Martin Hasselmann (* 9. Juli 1972 in Weimar) ist ein deutscher Biologe und Hochschullehrer an der  Universität Hohenheim.

## Leben und Wirken
Hasselmann leistete nach dem Abitur an der EOS Friedrich Schiller in Weimar 1991 zunächst seinen Zivildienst beim Umweltamt der Stadt Weimar ab. Ab 1992 studierte er an der Universität Jena Biologie. Nach einem Auslandsaufenthalt an der Autonomen Universität Madrid erwarb Hasselmann 1999 mit der Arbeit „Molekulare Marker in der Zoogeographie – Nebria castanea BONELLI, 1810 (Coleoptera: Carabidae) als ein mögliches Relikt im außeralpinen Mitteleuropa“ sein Diplom in Biologie. Anschließend war er als wissenschaftlicher Mitarbeiter von Robin F. A. Moritz am Institut für Zoologie der Universität Halle tätig. Nach Forschungsaufenthalten in Kalifornien und Norwegen wurde Hasselmann unter dessen Betreuung von der Universität Halle 2004 mit der Schrift „Molekulare Charakterisierung des geschlechtsbestimmenden Locus der Honigbiene (Apis mellifera L.)“ zum Dr. rer. nat. promoviert.
Ab Oktober 2005 arbeitete Hasselmann am Institut für Genetik an der Universität Düsseldorf, wo er sich 2011 habilitierte. Später leitete er eine durch das DFG Heisenbergprogramm geförderte Forschungsgruppe am Institut für Genetik an der Universität Köln. Seit Juli 2014 hat Hasselmann einen ordentlichen Lehrstuhl für Populationsgenomik an der Universität Hohenheim inne. Seine Forschungsschwerpunkte liegen bei der Populationsgenomik - und dynamik von verschiedenen Bienenarten sowie deren Interaktionen mit ihrer biotischen und abiotischen Umwelt.